# Яунлайцене
Яунлайцене (латыш. Jaunlaicene) — населённый пункт в Алуксненском крае Латвии. Административный центр Яунлайценской волости.

## История
Во времена Российской империи Яунлайцене было вотчиной лифляндского баронского рода Вольфов.  В 1970-х годах населённый пункт был центром Яунлайценского сельсовета Алуксненского района.

## География
Рядом проходит автодорога A2 (Рига — Сигулда — эстонская граница), являющаяся частью европейского маршрута E77. Расстояние до города Алуксне составляет около 18 км.

## Население
По данным на 2015 год, в населённом пункте проживало 263 человека.

## Экономика
В селе располагался колхоз «Накотне».